# 天理 (儒家)
天理是儒家宋明理学设置的一个哲学范畴。在理学中，天理是最高范畴，是先验永恒的存在。根据北宋理学家程颐的说法：“万物皆只是一个天理”。且它是善恶的主宰，不因个人意志而转移。因是最高的范畴，无法以人力去改变天理。在理学的后续发展中，程朱理学与陆王心学在“人如何接近天理”的方法上出现了分歧。二程、朱熹认为“格物”，即追求对事物的透彻理解，可以使人达到天理，故天理客观地存在于事物中。而陆九渊、王阳明则认为天理存在于人的主观思维；即“心”之中。
性、理二者相近，毋宁说理包含性。据南宋理学家陈淳《北溪字义》卷一，先验且存在于人个体中的天理就是“性”。